# Bistum Weixian
Das Bistum Weixian (lat.: Dioecesis Iomnieninus) ist eine in der Volksrepublik China gelegene römisch-katholische Diözese mit Sitz in Handan. 

## Geschichte
Die Apostolische Präfektur Weixian wurde am 24. Mai 1929 durch Papst Pius XI. aus Gebietsabtretungen des Apostolischen Vikariates Xianxian errichtet. Die Apostolische Präfektur Weixian wurde am 6. März 1933 durch Pius XI. zum Apostolischen Vikariat und am 11. April 1946 durch Papst Pius XII. mit der Apostolischen Konstitution Quotidie Nos zum Bistum erhoben und dem Erzbistum Peking als Suffraganbistum unterstellt.

## Ordinarien

### Apostolische Präfekten von Weixian
- Joseph Tsui Shou-hsün, 1929–1933

### Apostolische Vikare von Weixian
- Joseph Tsui Shou-hsün, 1933–1946

### Bischöfe von Weixian
- Joseph Tsui Shou-hsün, 1946–1953
- Sedisvakanz, seit 1953

- Wang Shou-qian (王守謙) (1958–1964)
- Peter Chen Bai-lu (陳柏蘆) (1988–1999)
- John Han Ding-xiang (韓鼎祥) (1989–2007)
- Stephen Yang Xiang-tai (楊祥太) (1999–2016)
- Joseph Sun Jigen (seit 2017)